# Tomossens naturreservat
Tomossens naturreservat är ett naturreservat i Ludvika kommun i Dalarnas län.
Området är naturskyddat sedan 2017 och är 52 hektar stort. Reservatet ligger öster om sjön Övre Noren och består av en sträcka av Norsån, sumpskogar, extremrikkärr och annan våtmark